# Oscar Klefbom
Oscar Klefbom (né le 20 juillet 1993 à Karlstad en Suède) est un joueur professionnel suédois de hockey sur glace. Il évolue au poste de défenseur.

## Biographie

### Carrière en club
Formé au Hammarö HC, il rejoint les catégories de jeunes du Färjestads BK. En 2010, il débute dans l'Elitserien. Il est sélectionné au premier tour en vingtième position lors du repêchage d'entrée dans la KHL 2011 par le Salavat Ioulaïev Oufa. Il est choisi au premier tour, en dix-neuvième position par les Oilers d'Edmonton au cours du Repêchage d'entrée dans la LNH 2011. Il part en Amérique du Nord en 2013 et est assigné aux Barons d'Oklahoma City de la Ligue américaine de hockey. Le 11 mars 2014, il joue son premier match dans la Ligue nationale de hockey avec les Oilers chez le Wild du Minnesota servant sa première assistance. Il marque son premier but le 28 mars face aux Ducks d'Anaheim.

### Carrière internationale
Il représente la Suède en sélections jeunes.

### Retraite
En août 2024 il annonce sa retraite du hockey.

## Trophées et honneurs personnels

### Championnat du monde junior
- 2012 : nommé dans l'équipe type des médias.

## Statistiques

### En club
| Saison     | Équipe                 | Ligue      |     | Saison régulière | Saison régulière | Saison régulière | Saison régulière | Saison régulière |   | Séries éliminatoires | Séries éliminatoires | Séries éliminatoires | Séries éliminatoires | Séries éliminatoires |
| Saison     | Équipe                 | Ligue      | PJ  | B                | A                | Pts              | Pun              | PJ               | B | A                    | Pts                  | Pun                  |                      |                      |
| 2009-2010  | IFK Munkfors           | Division 1 | 3   | 0                | 1                | 1                | 0                | -                | - | -                    | -                    | -                    |                      |                      |
| 2009-2010  | Skåre BK               | Division 1 | 2   | 0                | 0                | 0                | 2                | -                | - | -                    | -                    | -                    |                      |                      |
| 2010-2011  | Färjestads BK          | Elitserien | 23  | 1                | 1                | 2                | 2                | -                | - | -                    | -                    | -                    |                      |                      |
| 2010-2011  | Skåre BK               | Division 1 | 12  | 0                | 1                | 1                | 0                | -                | - | -                    | -                    | -                    |                      |                      |
| 2011-2012  | Färjestads BK          | Elitserien | 33  | 2                | 0                | 2                | 4                | 11               | 0 | 1                    | 1                    | 2                    |                      |                      |
| 2012-2013  | Färjestads BK          | Elitserien | 11  | 0                | 3                | 3                | 2                | -                | - | -                    | -                    | -                    |                      |                      |
| 2013-2014  | Barons d'Oklahoma City | LAH        | 48  | 1                | 9                | 10               | 10               | 2                | 0 | 1                    | 1                    | 4                    |                      |                      |
| 2013-2014  | Oilers d'Edmonton      | LNH        | 17  | 1                | 2                | 3                | 0                | -                | - | -                    | -                    | -                    |                      |                      |
| 2014-2015  | Barons d'Oklahoma City | LAH        | 9   | 1                | 7                | 8                | 4                | -                | - | -                    | -                    | -                    |                      |                      |
| 2014-2015  | Oilers d'Edmonton      | LNH        | 60  | 2                | 18               | 20               | 4                | -                | - | -                    | -                    | -                    |                      |                      |
| 2015-2016  | Oilers d'Edmonton      | LNH        | 30  | 4                | 8                | 12               | 6                | -                | - | -                    | -                    | -                    |                      |                      |
| 2016-2017  | Oilers d'Edmonton      | LNH        | 82  | 12               | 26               | 38               | 6                | 12               | 2 | 3                    | 5                    | 0                    |                      |                      |
| 2017-2018  | Oilers d'Edmonton      | LNH        | 66  | 5                | 16               | 21               | 18               | -                | - | -                    | -                    | -                    |                      |                      |
| 2018-2019  | Oilers d'Edmonton      | LNH        | 61  | 5                | 23               | 28               | 16               | -                | - | -                    | -                    | -                    |                      |                      |
| 2019-2020  | Oilers d'Edmonton      | LNH        | 62  | 5                | 29               | 34               | 24               | 4                | 0 | 2                    | 2                    | 0                    |                      |                      |
| Totaux LNH | Totaux LNH             | Totaux LNH | 378 | 34               | 122              | 156              | 74               | 16               | 2 | 5                    | 7                    | 0                    |                      |                      |

### En équipe nationale
| Année | Compétition                          |   | PJ | B | A | Pts | Pun | +/-               |  | Résultat |
| 2011  | Championnat du monde moins de 18 ans | 6 | 1  | 3 | 4 | 4   | +4  | Médaille d'argent |  |          |
| 2012  | Championnat du monde junior          | 6 | 1  | 1 | 2 | 2   | +8  | Médaille d'or     |  |          |
| 2015  | Championnat du monde                 | 8 | 1  | 3 | 4 | 4   | -1  | Cinquième place   |  |          |